# Millie Hughes-Fulford
Millie Elizabeth Hughes-Fulford (Mineral Wells, 21 de dezembro de 1945 - 4 de fevereiro de 2021) foi uma ex-astronauta e bióloga norte-americana.

## Biografia
Formada em química e biologia pela Tarleton State University em 1968, recebeu doutorado em filosofia em 1972 pela Texas Woman's University. Entrou para o curso de astronautas da NASA em 1983, qualificando-se como especialista de carga. Nesta função, depois de oito anos de trabalho em terra, foi ao espaço integrando a tripulação da missão STS-40 Columbia em junho de 1991, uma missão científica levando a bordo o Spacelab para experiências biológicas. Esta foi a primeira missão espacial que incluiu três mulheres em sua tripulação.
Após seu voo, retirou-se da agência espacial e tornou-se professora do centro médico da Universidade da Califórnia, onde continuou suas pesquisas bioquímicas, especialmente sobre o controle do crescimento do câncer de próstata.